# 白色城堡
《白色城堡》是土耳其作家奥尔汗·帕穆克所写的一本历史小说，故事是基于Pedro日记建构的。小说以一不知名人物的叙述开篇，他在从威尼斯航向那不勒斯时被土耳其舰队俘获。他担心自己的性命，称自己是个医生。在他被囚期间，他被带到生病的帕夏面前。他最终承认自己并非医生，但仍医好了帕夏。虽然仍旧被囚，他在众俘虏和奴隶中获得了优待。帕夏让他为其子的婚礼准备焰火，他惊讶的发现其中一个共事者——霍加的相貌与自己酷似。
由于故事主角对当代科技的领悟，焰火晚会大获成功。婚礼之后，帕夏许诺假如他皈依伊斯兰，他将获得自由，然而遭到拒绝。遭到一通嘲弄后，他被移送给霍加监管。他与霍加相处时，感受到霍加的残酷和野心，并常常倾听霍加的长篇大论。霍加利用主角的天文学知识得以接近苏丹。他与主角经常交谈，互相探讨对方的过去，但霍加无法面对过去的错误。瘟疫爆发了，主角以为霍加已死，便逃脱了，但霍加将其追回。
瘟疫平息后，霍加成为皇室占星家。受到苏丹母亲和自己野心的影响，他着手建造一种新型武器。他们费了六年将武器完成，期间霍加变得在各个方面都与主角几乎无法分辨。在围攻埃迪尔内的白色城堡时，该武器被派上用场。但波兰人得到了哈萨克、匈牙利和奥地利的支援，最终进攻不可避免的失败了。霍加消失了，叙事者却留在了土耳其。